# Clio (nome)
Clio  è un nome proprio di persona italiano femminile.

## Varianti
- Alterati: Clia[2]

### Varianti in altre lingue
- Basco: Klio
- Bulgaro: Кліо (Klio)
- Catalano: Clio
- Ceco: Kleió
- Croato: Klio
- Danese: Kleio
- Francese: Clio
- Galiziano: Clío
- Greco antico: Κλειώ (Kleio)[1]
- Inglese: Clio
- Islandese: Klíó
- Latino: Clio
- Lituano: Klėjo
- Polacco: Klio
- Portoghese: Clio
- Russo: Клио (Klio)
- Spagnolo: Clío
- Ungherese: Klió, Kleió

## Origine e diffusione

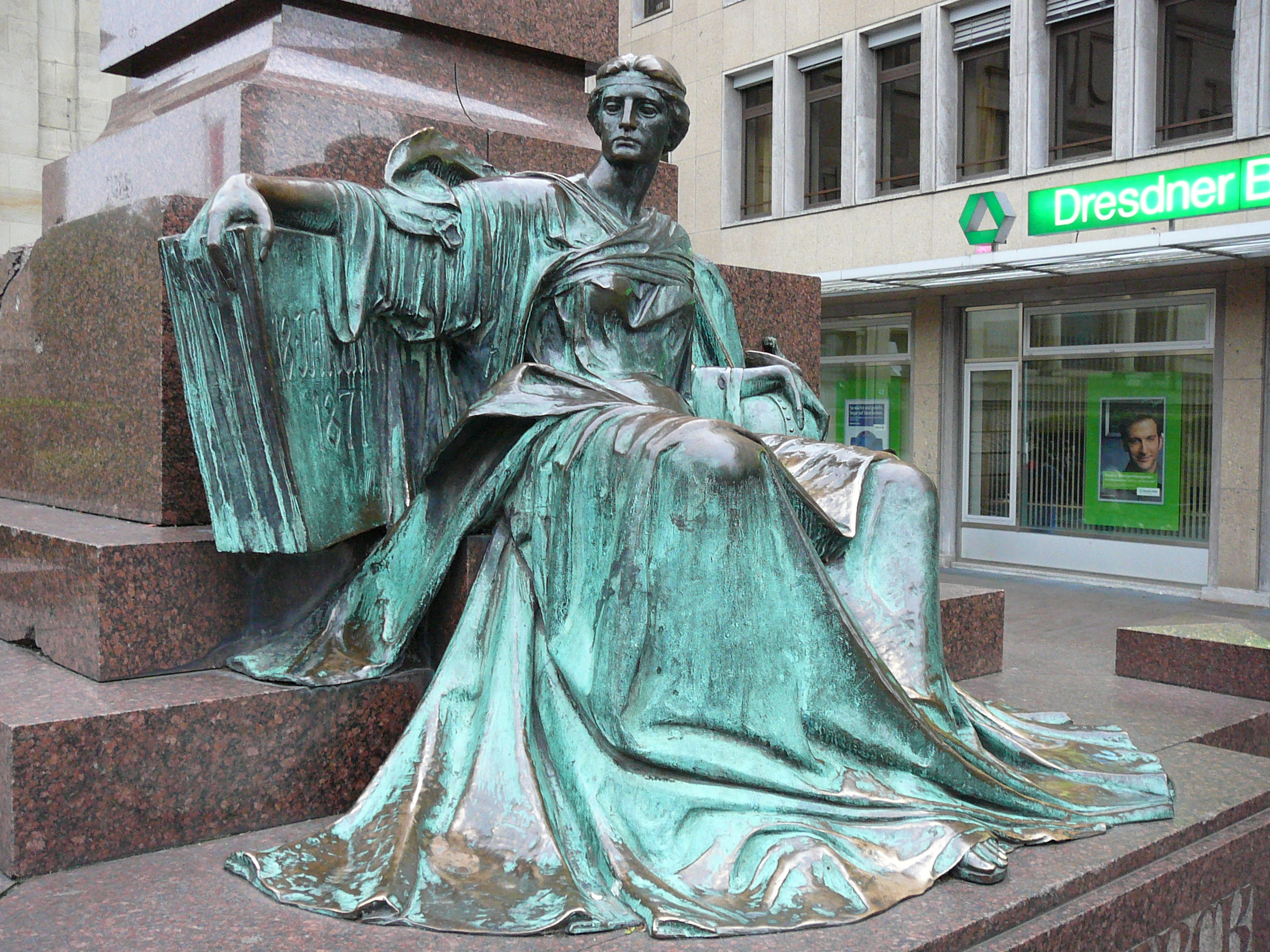
Statua di Clio realizzata da Hugo Lederer a Barmen

È una ripresa del nome della prima delle nove muse, Clio, in greco antico Κλειώ (Kleio). Deriva da kleiein, "parlare di", "celebrare", a sua volta da κλεος (kleos), "fama", "gloria", "buon nome", "notizia". Il significato è quindi "la proclamatrice", sebbene alcune fonti ricolleghino il nome direttamente alla già citata radice kleos, dando così il significato di "gloria".
Lo stesso termine su cui è basato questo nome si ritrova in svariati altri, come Cleopatra, Patroclo, Aristocle, Pericle, Temistocle, Cleonico, Tecla ed Ercole.

## Onomastico
Il nome è adespota, cioè non è portato da alcuna santa. L'onomastico può essere festeggiato il 1º novembre, giorno di Ognissanti.

## Persone
- Clio Goldsmith, attrice francese

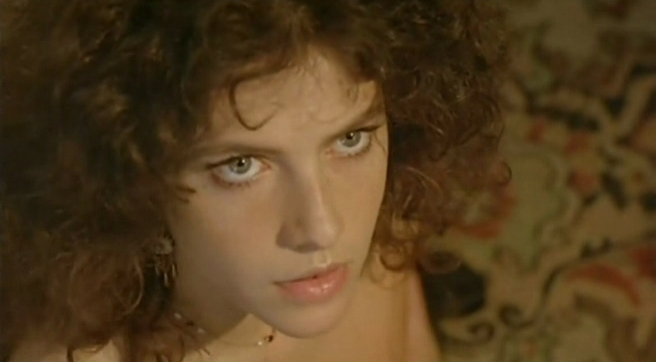
Clio Goldsmith

- Clio Maria Bittoni, moglie di Giorgio Napolitano
- Clio Zammatteo, truccatrice, conduttrice televisiva e video blogger italiana

## Il nome nelle arti
- Clio è un personaggio del film L'agenzia dei bugiardi, interpretata da Alessandra Mastronardi.

## Toponimi
- 84 Klio è un asteroide della fascia principale, che prende il nome dalla figura mitologica.